# 1759 Kienle
Kienle (asteróide 1759) é um asteróide da cintura principal, a 1,8153559 UA. Possui uma excentricidade de 0,31486 e um período orbital de 1 575,29 dias (4,32 anos).
Kienle tem uma velocidade orbital média de 18,29791161 km/s e uma inclinação de 4,56231º.
Esse asteróide foi descoberto em 11 de Setembro de 1942 por Karl Reinmuth.